# Ryan Birch
Ryan Alexander Birch (* 14. April 1969 in Kingston upon Hull, England; † 19. März 2013 in Nassau, Bahamas) war ein britischer Judoka. Er war Europameister 1994 und Europameisterschaftsdritter 1996.

## Sportliche Karriere
Der 1,80 m große Ryan Birch kämpfte bis 1995 im Halbmittelgewicht, der Gewichtsklasse bis 78 Kilogramm. 1988 war er Dritter der Junioreneuropameisterschaften. Bei den Europameisterschaften 1990 schied er im Achtelfinale gegen den Deutschen Frank Wieneke aus. Im Jahr darauf erreichte er bei den Europameisterschaften in Prag den siebten Platz, nachdem er im Viertelfinale gegen den Deutschen Marko Spittka verloren hatte. Ein Jahr später unterlag er Spittka in der ersten Runde der Europameisterschaften in Paris. Bei den Olympischen Spielen 1992 unterlag er in seinem ersten Kampf dem Belgier Johan Laats durch Schiedsrichterentscheid (Yusei-gachi) und schied dann in der Hoffnungsrunde gegen den Ungarn Zsolt Zsoldos aus.
1993 scheiterte Birch im Viertelfinale der Europameisterschaften 1993 am Tschechen Petr Babjak. Bei den Weltmeisterschaften 1993 schied er in seinem Auftaktkampf gegen Jason Morris aus den Vereinigten Staaten aus. 1994 bei den Europameisterschaften in Danzig besiegte er im Halbfinale den Deutschen Stefan Dott und im Finale Johan Laats, damit gewann Birch den Europameistertitel. Im Jahr darauf unterlag er im Halbfinale der Europameisterschaften in Birmingham dem Österreicher Patrick Reiter und im Kampf um Bronze Johan Laats.
Ab 1996 kämpfte Ryan Birch im Mittelgewicht, bis 1997 die Gewichtsklasse bis 86 Kilogramm. Anfang 1996 siegte er beim Weltcup-Turnier in Warschau. Bei den Europameisterschaften in Den Haag unterlag er im Viertelfinale dem Russen Oleg Malzew. Mit zwei Siegen in der Hoffnungsrunde erreichte er den Kampf um Bronze, den er gegen den Ukrainer Ruslan Maschurenko gewann. Bei den Olympischen Spielen in Atlanta (1996) schied Birch in der ersten Runde gegen den Franzosen Darcel Yandzi aus. Birch setzte seine Karriere noch bis zu den Weltmeisterschaften 1999 in Birmingham fort, Erfolge bei internationalen Meisterschaften gelangen ihm nicht mehr.
Ryan Birch war mit der Judoka Rowena Sweatman verheiratet. Er starb im Alter von 43 Jahren bei einem Verkehrsunfall.